# アテル文化
アテル文化（英語：Aterian（アテリアン））は、モーリタニアからエジプトまでの北アフリカの広域、並びにオマーンやタール砂漠で見られる中期石器時代（または中期旧石器時代）の、石器群によって特徴づけられる文化である。時期としてはアテル期。中心地は前者の北アフリカ。最古のアテル石器は15万年前に遡り、モロッコのイフリ・ナンマル遺跡で発見されている。しかしながら、初期の年代の多くは、北アフリカの環境が改善され始めた最終間氷期の始まりである15万〜13万年前ごろに集中している。一連の石器群は約2万年前に姿を消した。
アテル文化は、主に尖頭器などによって区別され、テベッサの南にあるビル・エル・アテル（Bir el Ater）という標準遺跡にちなんで命名された。両面加工された葉形器もアテル文化の集落によく見られる遺物であり、ラクロワ（racloirs）型やルヴァロワ型の剥片や芯も同様である。個人のものとみられる装飾品（ピアスや黄土色のNassariusのビーズ）は、少なくとも一つのアテリアン遺跡からその存在が知られており、その年代は82,000年前である。アテル文化は、地域の技術的多様化の最も古い例の一つであり、しばしばムスティエ文化として記述される同地域の古い石器群との著しい差別化を示している。しかし、北アフリカの文脈では、ムスティエ文化との呼称の妥当性に異論がある。

## 概説

### 石器技術・研究史

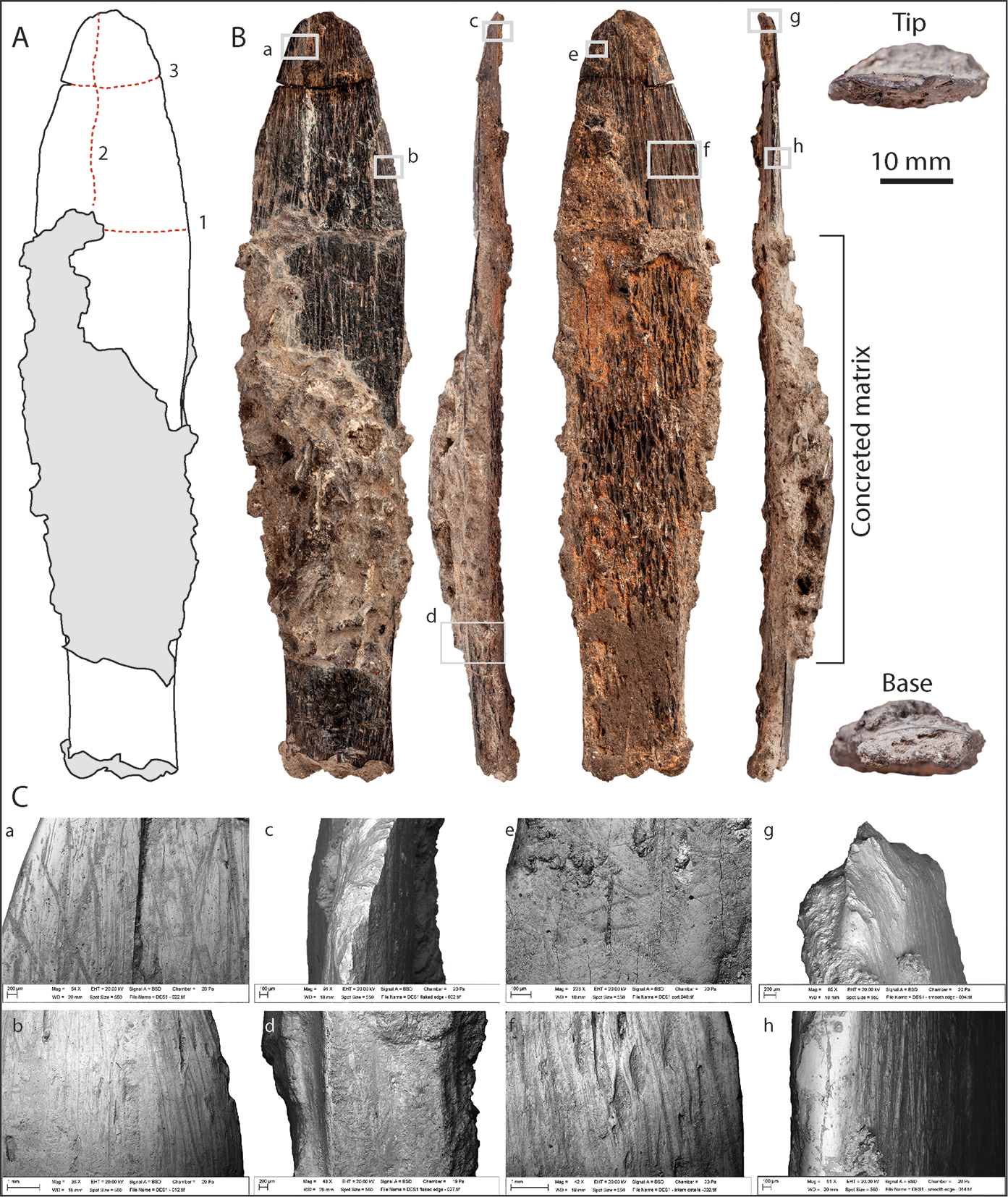
北アフリカのアテル期中ごろ石器時代の特殊な骨道具、90,000年前のものでDares-Soltanより出土

アテル文化の技術的特徴は、ほぼ1世紀にわたって議論されてきたが 、最近まで定義が曖昧であった。この産業の定義の問題は、その研究史と、アテル文化と同時代に存在した他の北アフリカの石器群（エミレ文化など、50,000BP頃には併存していた）との間に多くの類似性が観察されることに関連している。ルヴァロワ技法は中石器時代を通じて北アフリカ全域に広がっており、スクレイパーやデンティキュレート（歯状突起？）は各地に点在する。また、両面にわたる葉形石器は分類学上大きな部分を占めており、その形態や寸法は極めて多様である。また、道具（ナイフ、スクレイパー、尖頭器など）の種類や、道具の研ぎ直しの度合いによって、様々な形状のヴァリエーションも見られる。
より最近では、アテル文化期の集落を含む北アフリカの石器群の大規模な調査が行われ、北アフリカ中石器時代における従来の石器群の概念に問題があることが示された。北アフリカ中石器時代の石器群のうち、先端の尖った石器をもつものをアテリアン（Aterian）と呼んでいるが、このアテリアンという概念は、同じ時期の北アフリカの非アテリアン石器群との類似点を曖昧にしている。例えば、両面葉形の尖頭器は北アフリカ全域に広く分布し、ルヴァロワ型の剥片や石核はほぼどこにでも見られる。この比較研究から、最終間氷期の北アフリカは、個別の産業ではなく、関連技術のネットワークから構成されており、その類似点と相違点は、地理的距離とグリーン・サハラ（Green Sahara）の古気候学に相関していることが示唆された。そのため、刃に中子のある一連の石器は、そのような道具を使用する特定の活動を反映している可能性があり、必ずしも北アフリカの同時期に隆盛した他の考古学文化と本質的に異なるものを反映しているとは限らない。
この発見は、現在の考古学的命名法が、最終間氷期から中石器時代にかけての北アフリカの考古学的記録の真の多種性を反映していないこと、そして初期の現代人がそれまで居住するのに適していなかった環境にどのように分散していったかということを示唆するものとして重要である。にもかかわらず、この用語は、北アフリカ中期の石器時代における中子付き道具の存在を示すのに有用である。
北アフリカにおける中子のついた石器は約2万年前まで残っており、最も年代の新しい遺跡は北西アフリカに所在する。この頃、北アフリカでは氷河期（Quaternary glaciation）が始まり、結果として同地に過乾燥状態を起こしため、他の地域ではアテル文化の石器群はとっくに消滅していた。したがって、「アテリアン」石器を含む石器群は、時間的・空間的に大きな広がりをもっている。一連の文化が興ったのは、北アフリカのナイル川流域までと考えられているものの、オマーンやタール砂漠の中期旧石器時代の堆積物からも同様の石器が発見された可能性がある。

### 人々の生活
サハラ砂漠では、湖、川や泉の近くで野営を行い、アンテロープ、バッファロー、ゾウ、サイなどの狩猟や採集を行っていたようである。ヨーロッパのヴュルム氷期に起こったサハラ砂漠の超乾燥化により、アテル文化を営んでいた狩猟採集民は熱帯地域や大西洋沿岸に移動した可能性がある。具体的には、海洋酸素同位体ステージでいうMIS 5（71000年前以降）の乾燥化とMIS 4（13万年前以降）の地域的な気候変化の中で、サハラとサヘルにおいて、これらの人類が西アフリカに南下した可能性がある（主にモーリタニアのBaie du Levrier、セネガルのティエマサス（Tiemassas）、セネガル川下流域など）。

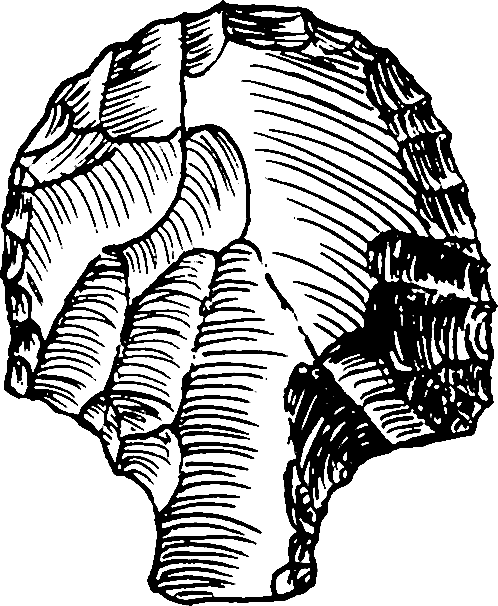
アテル文化に該当するとされるスクレーパー

アテル文化は多くのモロッコの遺跡で初期の人類と関連づけられている。ジェベル・イルードの標本は当初、後期アテル文化やイベロマウルス文化の標本に類似していると指摘されていたが、さらなる検討の結果、ジェベル・イルードの標本はそれらと似ている点もあるものの、アテル文化やイベロマウルス文化のものとされる標本に見られる眼窩上隆起が不連続か、場合によっては全くない一方で、ジェベル・イルードの標本の方が眼窩上隆起が連続しているという点で異なることが判明した。このことから、ジェベル・イルードの標本は古いホモ・サピエンス、アテル文化やイベロマウルス文化のものとされる標本は解剖学的に現代のホモ・サピエンスであると結論付けられた。また、「アテル文化の」化石は、レバントのスクールとカフゼ（Skhul and Qafzeh hominins）で発見された初期のアフリカ由来の現代人と形態的に類似しており、彼らとほぼ同時代のものであることがわかる。これら初期の北アフリカの人々は、非常に弁別的で洗練された石器技術を生み出したのみならず、象徴的に構成された物質文化（象徴人類学参照）にも携わっていたようで、アフリカで最も早い時期に個人装飾品を作り出した例の一つとなったという。このような貝の「ビーズ」の例は、はるか内陸で発見されており、長距離の社会的ネットワークの存在を示唆している。
アテル文化の変動と分布の研究がまた示唆することには、当該の集団は細かな集団に住んでおり、ひょっとしたら生活のほとんどを比較的孤立した状態で生活し、特定の時間に集まって社会的な結びつきを強めていたという。このように細分化された集団構造は、アフリカ初期のホモ・サピエンスの化石に見られる変異のパターンからも推測されている。
関連する動物相の調査からは、アテル文化が営んだ人々は狩猟と同様に、沿岸の資源の利用を行っていたことが示唆されている。また、尖頭器が小さくかつ軽量であることから、手渡しではなく、投擲された可能性が高い。投槍器（アトラトル）を使用した形跡はないが、尖頭器にはアトラトル用の投げ槍に似た特徴がある。現時点では、内陸部に住むアテリアンの集団が淡水資源も利用していたかどうかを推定することが困難であるものの、乾季が顕著な季節性の強い環境下で道具の対応性を保つためか、ハフティングが広く行われていたことが研究により示唆されている。スクレーパー、ナイフ、尖頭器などの道具にはすべて柄が付いていたようで、技術的な進歩によって広範囲な活動が可能になったことを示唆している。また、植物資源も利用されていた可能性が高いという。アテル文化における直接の証拠はまだないが、北アフリカでは18万2千年前から植物の加工が行われていたことが確認されている。2012年には、ダル・エス＝ソルタンⅠ洞窟で9万年前に造られた骨製のナイフが発見されたが、これは基本的に牛ほどの大きさの動物の肋骨でできている。

## 主な遺跡
下に北アフリカの主要な遺跡をまとめた。

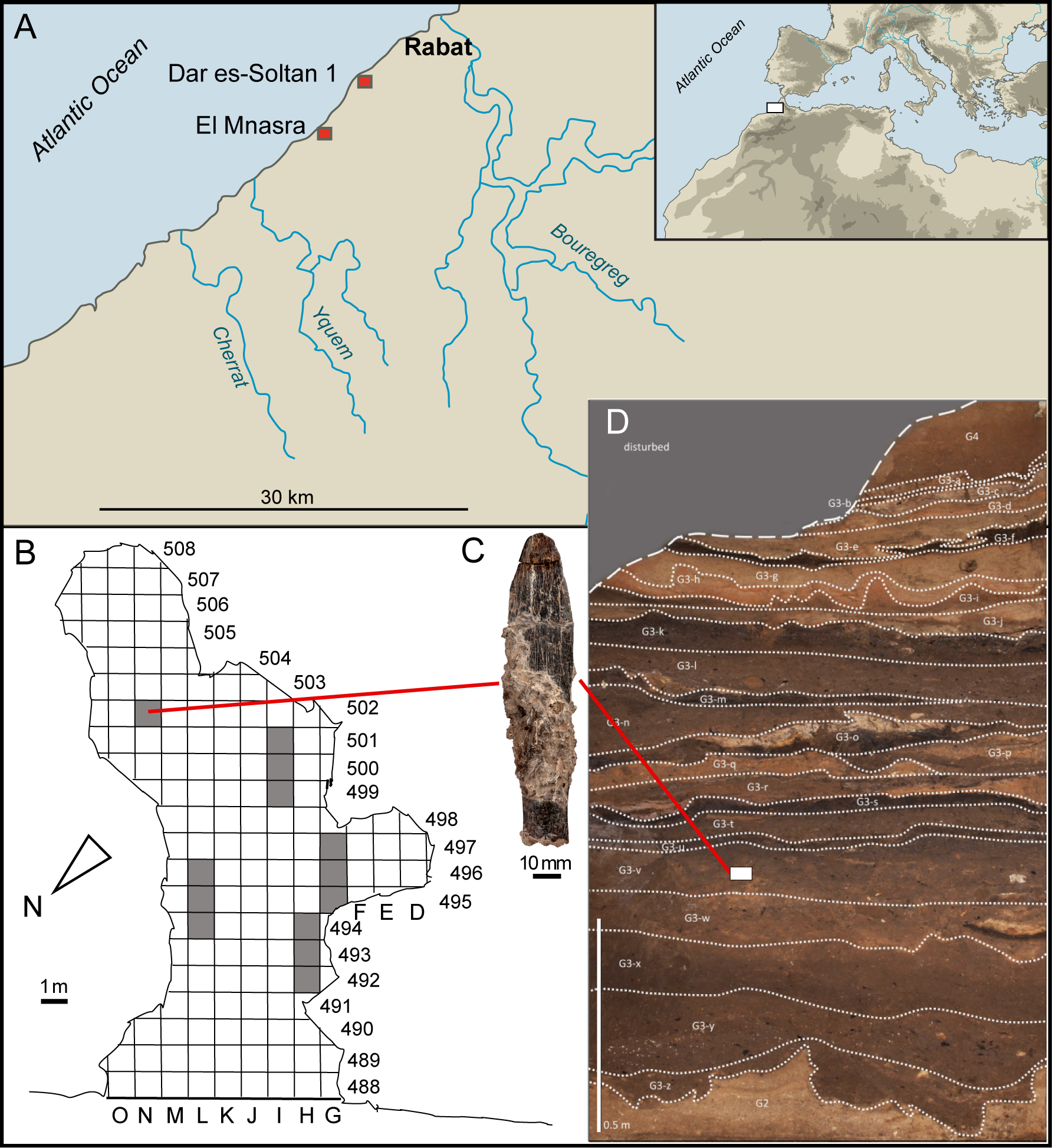
ダル・エス＝ソルタンⅠ洞窟での骨角器の考古学的および層序学的背景、90000年前とされる

- イフリ・ンアマール（Ifri n'Ammar、モロッコ）[13]
- Contrebandiers（モロッコ）
- タフォラルト[24] （モロッコ）
- ラファス（Rhafas、モロッコ）
- ダル・エス＝ソルタンⅠ洞窟[25] （モロッコ）
- El Mnasra（モロッコ）
- ハルガ・オアシス（エジプト）
- ウアン・タブ（Uan Tabu、リビア）
- Oued el Akarit [26] （チュニジア）
- アドラル・ボウス（Adrar Bous、ニジェール）